# Hondouville
Hondouville est une commune française située dans le département de l'Eure en région Normandie.
Habitants : les Hondouvillais.

## Géographie
Hondouville est situé dans la vallée de l’Iton et la commune est bordée de collines boisées. La rivière Iton est le principal cours d’eau qui traverse la commune d’Hondouville ; il est alimenté sur la commune par le ruisseau des Courtieux, et les ruisseaux de la fontaine d'Hondouville et de la fontaine Jean Bart.

### Communes limitrophes
| Canappeville | Canappeville | Amfreville-sur-Iton |
| Canappeville | Hondouville  | Amfreville-sur-Iton |
| Houetteville | La Vacherie  | Acquigny            |

### Hydrographie
La commune est située dans le bassin Seine-Normandie. Elle est drainée par l'Iton, le cours d'eau 01 de la commune de Hondouville, le cours d'eau 01 du Moulin de Landre et le ruisseau des Courtieux,,.
L'Iton, d'une longueur de 132 km, prend sa source dans la commune de Mahéru et se jette  dans l'Eure à Acquigny, après avoir traversé 39 communes.

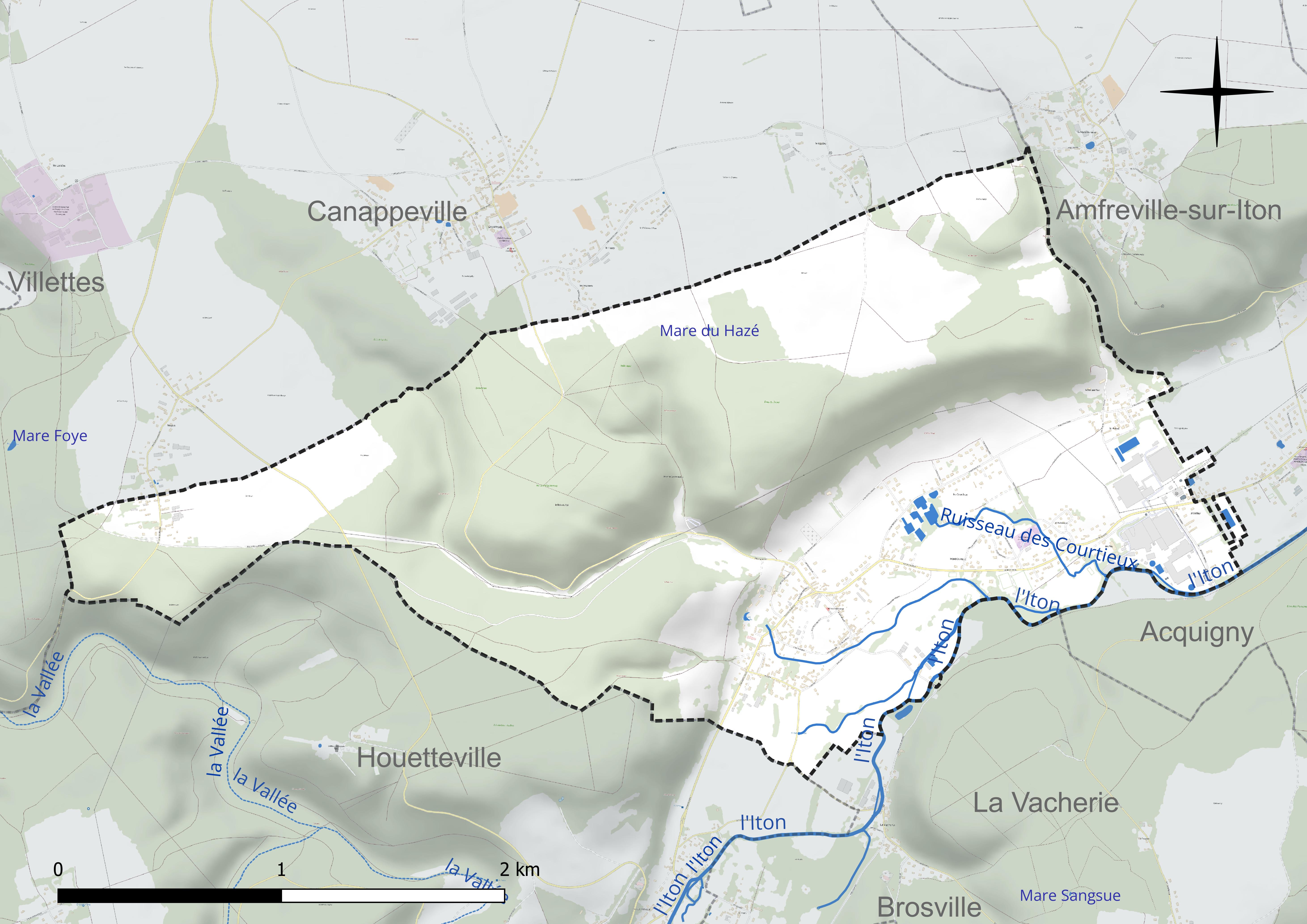
Réseau hydrographique de Hondouville.

Un plan d'eau complète le réseau hydrographique : la mare du Hazé (0 ha),.

### Climat
Pour des articles plus généraux, voir Climat de la Normandie et Climat de l'Eure.
En 2010, le climat de la commune est de type climat océanique dégradé des plaines du Centre et du Nord, selon une étude du CNRS s'appuyant sur une série de données couvrant la période 1971-2000. En 2020, Météo-France publie une typologie des climats de la France métropolitaine dans laquelle la commune est exposée à un climat océanique et est dans la région climatique  Côtes de la Manche orientale, caractérisée par un faible ensoleillement (1 550 h/an) ; forte humidité de l’air (plus de 20 h/jour avec humidité relative > 80 % en hiver), vents forts fréquents. Parallèlement le GIEC normand, un groupe régional d’experts sur le climat, différencie quant à lui, dans une étude de 2020, trois grands types de climats pour la région Normandie, nuancés à une échelle plus fine par les facteurs géographiques locaux. La commune est, selon ce zonage, exposée à un « climat des plateaux abrités », correspondant aux plaines agricoles de l’Eure, avec une pluviométrie beaucoup plus faible que dans la plaine de Caen en raison du double effet d’abri provoqué par les collines du Bocage normand et par celles qui s’étendent sur un axe du Pays d'Auge au Perche.
Pour la période 1971-2000, la température annuelle moyenne est de 11 °C, avec  une amplitude thermique annuelle de 14,7 °C. Le cumul annuel moyen de précipitations est de 684 mm, avec 11,8 jours de précipitations en janvier et 7,9 jours en juillet. Pour la période 1991-2020, la température moyenne annuelle observée sur la station météorologique la plus proche, située sur la commune de Louviers à 9 km à vol d'oiseau, est de 11,8 °C et le cumul annuel moyen de précipitations est de 719,5 mm,. Pour l'avenir, les paramètres climatiques de la commune estimés pour 2050 selon différents scénarios d’émission de gaz à effet de serre sont consultables sur un site dédié publié par Météo-France en novembre 2022.

## Urbanisme

### Typologie
Au 1er janvier 2024, Hondouville est catégorisée commune rurale à habitat dispersé, selon la nouvelle grille communale de densité à 7 niveaux définie par l'Insee en 2022.
Elle est située hors unité urbaine. Par ailleurs la commune fait partie de l'aire d'attraction de Louviers, dont elle est une commune de la couronne,. Cette aire, qui regroupe 44 communes, est catégorisée dans les aires de 50 000 à moins de 200 000 habitants,.

## Toponymie
Le nom de la localité est attesté sous les formes Hondovilla vers 1050 ou Hondevilla vers 1060 (charte de Godehilde, comtesse d’Évreux), Hundevilla en 1152 (bulle d’Eugène III), Hundevilla en 1234 (bulle de Grégoire IX), Houdovilla 1243.
Il s'agit d'un type toponymique médiéval en -ville au sens ancien de « domaine rural » précédé d'un anthroponyme conformément au cas général.
Cet élément Hondou- peut s'interpréter comme le nom de personne norrois Hundólfr / Hundulfr ou anglo-scandinave Hundulf,. Le même personnage était propriétaire d'une mare située à proximité et à laquelle il a donné son nom : Hondemare. Ce qui permet de dater cette création toponymique au plus tôt de la toute fin du IXe siècle - début Xe siècle, le mot mare s'étant implanté dans la toponymie avec les colons anglo-scandinaves. Le nom Hondulfus est cité en Normandie sous cette forme latinisée vers 1025.

## Politique et administration
| Période                                  | Période    | Identité                        | Étiquette | Qualité                                   |
| ---------------------------------------- | ---------- | ------------------------------- | --------- | ----------------------------------------- |
| Les données manquantes sont à compléter. |            |                                 |           |                                           |
| 21/09/1807                               | 23/11/1815 | Jacques Denis Millot de Lacraye |           | chevalier de la Légion d'honneur en 1821. |
| Les données manquantes sont à compléter. |            |                                 |           |                                           |
| mars 1832                                | 1850       | Jean Nicolas Prosper Dupont     |           |                                           |
| janvier 1850                             | 1852       | Louis Grégoire Lebaron          |           |                                           |
| août 1852                                | 1865       | Jean Baptiste Florentin Quillet |           |                                           |
| septembre 1865                           | 1878       | Pierre Victor Leleu             |           |                                           |
| janvier 1878                             | 1888       | Adolphe Butot                   |           |                                           |
| mai 1888                                 | 1906       | Hyacinthe Lebourg               |           |                                           |
| février 1906                             | 1947       | Emile Lesut                     |           |                                           |
| novembre 1947                            | 1965       | Fernand Wurhlin                 |           |                                           |
| mars 1965                                | 1971       | Maurice Saint-Pierre            |           |                                           |
| mars 1971                                | 1994       | Claude Palomba                  |           |                                           |
| avril 1994                               | 2020       | Jean-Claude Rouland             | DVG       | Retraité                                  |
| 2020                                     | En cours   | Jean-Charles Paris              |           |                                           |

## Démographie
L'évolution du nombre d'habitants est connue à travers les recensements de la population effectués dans la commune depuis 1793. Pour les communes de moins de 10 000 habitants, une enquête de recensement portant sur toute la population est réalisée tous les cinq ans, les populations de référence des années intermédiaires étant quant à elles estimées par interpolation ou extrapolation. Pour la commune, le premier recensement exhaustif entrant dans le cadre du nouveau dispositif a été réalisé en 2007.

En 2022, la commune comptait 813 habitants, en évolution de +1,75 % par rapport à 2016 (Eure : −0,25 %, France hors Mayotte : +2,11 %).
| 1793 | 1800 | 1806 | 1821 | 1831 | 1836 | 1841 | 1846 | 1851 |
| ---- | ---- | ---- | ---- | ---- | ---- | ---- | ---- | ---- |
| 510  | 409  | 566  | 546  | 574  | 595  | 566  | 598  | 578  |

| 1856 | 1861 | 1866 | 1872 | 1876 | 1881 | 1886 | 1891 | 1896 |
| ---- | ---- | ---- | ---- | ---- | ---- | ---- | ---- | ---- |
| 588  | 602  | 607  | 612  | 593  | 589  | 533  | 505  | 452  |

| 1901 | 1906 | 1911 | 1921 | 1926 | 1931 | 1936 | 1946 | 1954 |
| ---- | ---- | ---- | ---- | ---- | ---- | ---- | ---- | ---- |
| 454  | 410  | 388  | 407  | 402  | 407  | 422  | 489  | 462  |

| 1962 | 1968 | 1975 | 1982 | 1990 | 1999 | 2006 | 2007 | 2012 |
| ---- | ---- | ---- | ---- | ---- | ---- | ---- | ---- | ---- |
| 400  | 452  | 551  | 564  | 632  | 721  | 748  | 752  | 791  |

| 2017 | 2022 | - | - | - | - | - | - | - |
| ---- | ---- | - | - | - | - | - | - | - |
| 798  | 813  | - | - | - | - | - | - | - |

## Lieux et monuments

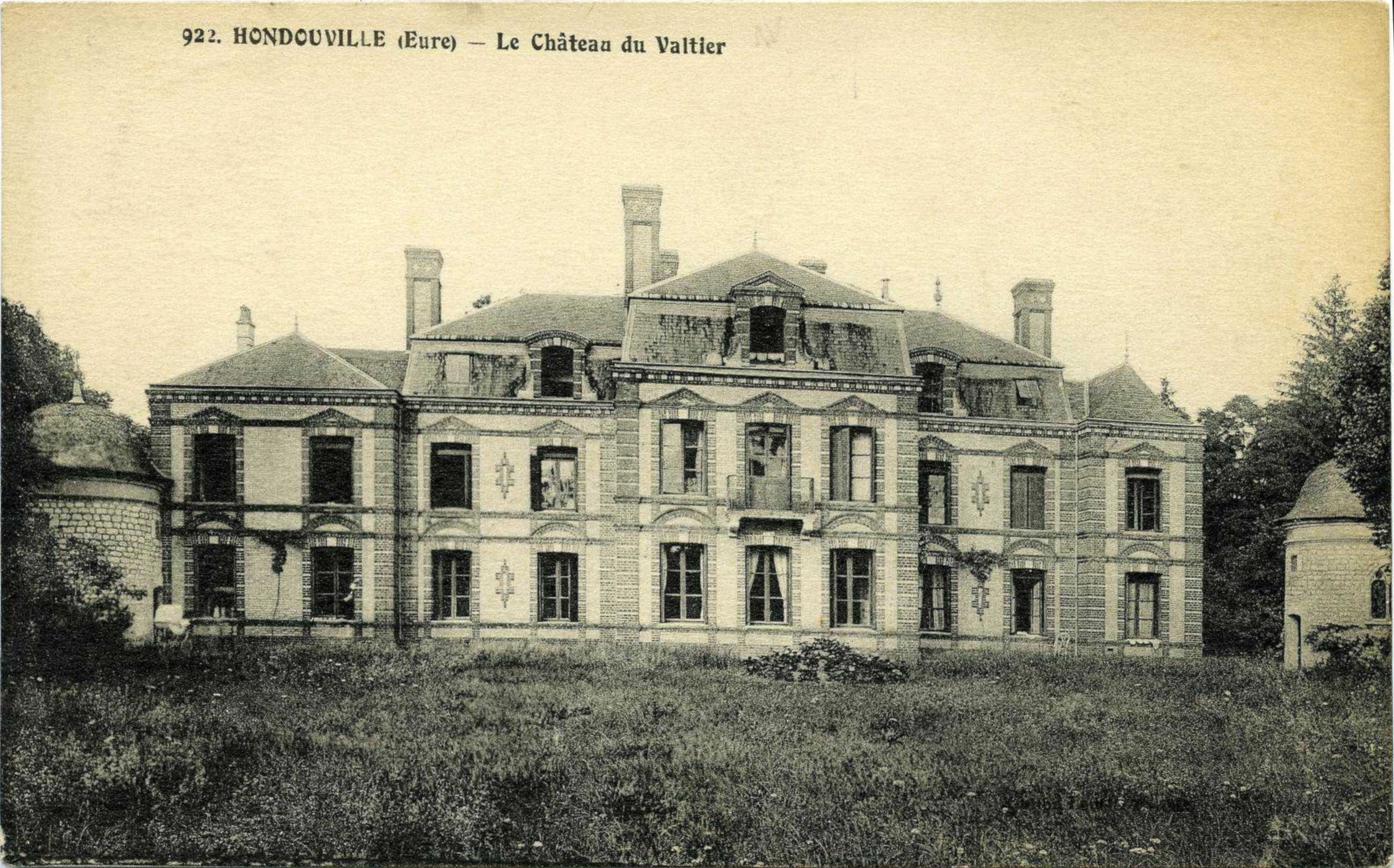
Carte postale du XIXe siècle du château du Valtier.

- L'église Saint-Saturnin[30],[31].

À l'origine, chapelle du manoir de l'abbaye de Saint-Taurin d’Évreux elle a été transformée en église paroissiale à une date inconnue. Le chœur est du XIIIe siècle, le clocher du XVe siècle, la nef a été reprise en 1625 et l'ensemble a été restauré au cours du XIXe siècle.
L'église est composée d'une vaste nef et d'un chœur rectangulaire en retrait, séparés par une travée intermédiaire qui supporte la tour, elle-même en pierre, surmontée d'un clocher couvert d'ardoise.
Dans le chœur, deux statues du XVIe siècle représentent saint Antoine ermite et saint Gilles, classées depuis 1907 par les monuments historiques.
Deux voûtes d'ogives avec doubleaux en tiers-point recouvrent le chœur ; la tour repose sur quatre doubleaux retombant sur quatre piliers. Plusieurs fenêtres en lancette sur le pignon Ouest et sur la face Nord ainsi que les contreforts à un seul glacis rappellent les origines du XIIe siècle et des fenêtres cintrées au XIXe.
La voûte de l'intérieur a été refaite il y a quelques années, à la suite d'un grave incendie. On remarque que les pièces de charpente qui supportent la voûte sont ornées de personnages grotesques, datés de 1625, et d'écussons.
Le mobilier est particulièrement riche.
Dans la nef, à noter :
- Les fonts baptismaux en calcaire taillé.
- Un lutrin en bois, peint monochrome du XVIIIe siècle.
- Une chaire à prêcher du XVIIe siècle.
- Tableau de l'Annonciation, daté de 1739.
- Une statue de sainte Anne suivant l'éducation des trois Marie (la Vierge, Marie Cléophas et Marie de Salomé). Il s'agit là d'un thème iconographique rare.

Sur l'autel latéral gauche, une vierge à l'Enfant en calcaire taillé représentée avec une grappe et une colombe, datée du XVIe siècle. Sur l'autel latéral droit, une statue de saint Sébastien en calcaire.
Dans la travée intermédiaire, le confessionnal est du XIXe siècle.
Le chœur est meublé de stalles du XIXe siècle (copies du XVIe) et d'un ensemble remarquable de groupes sculptés en calcaire taillé, datant tous du XVIe siècle.
Les statuaires situés dans la nef sont :
- à gauche :
  - saint Antoine tenant un livre et un bâton, accompagné d'un cochon ;
  - saint Éloi avec orfroi et mitre ;
  - saint Saturnin (patron de l'église), avec mitre et portant un gant.

- à droite :
  - une statue représentant une sainte ;
  - saint Gilles, en calcaire taillé, caressant une biche ;
  - saint Vincent, bénissant ;
  - saint Jean-Baptiste, représenté avec un arbre et un mouton, datée du XVIe siècle.

Dans le clocher se trouve une cloche de bronze de 1785, nommée Marie.
À l'extérieur, une tombe mérovingienne est visible.

L'église Saint-Saturnin (sélection).
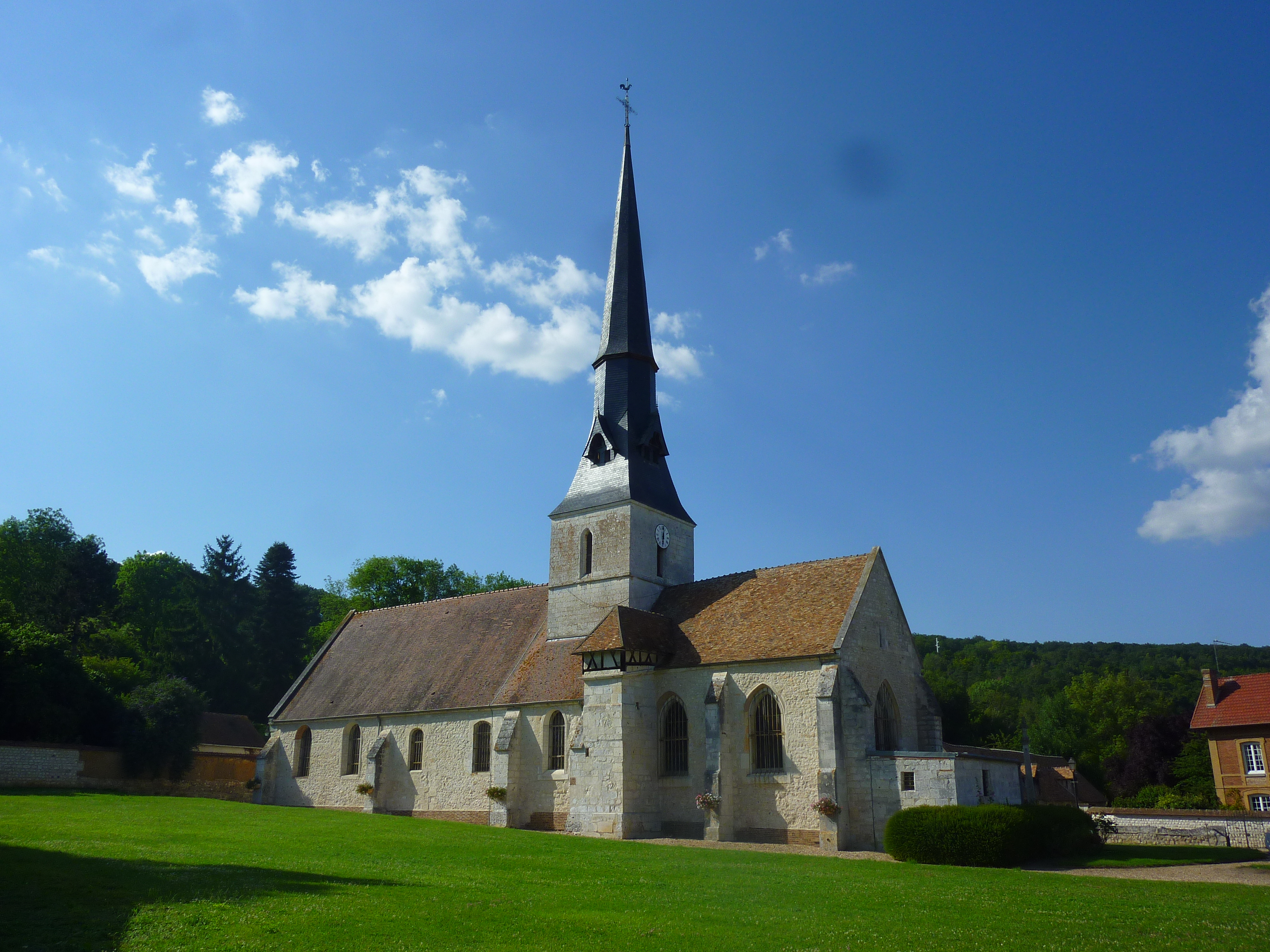
l'église Saint Saturnin vue de l'ouest.
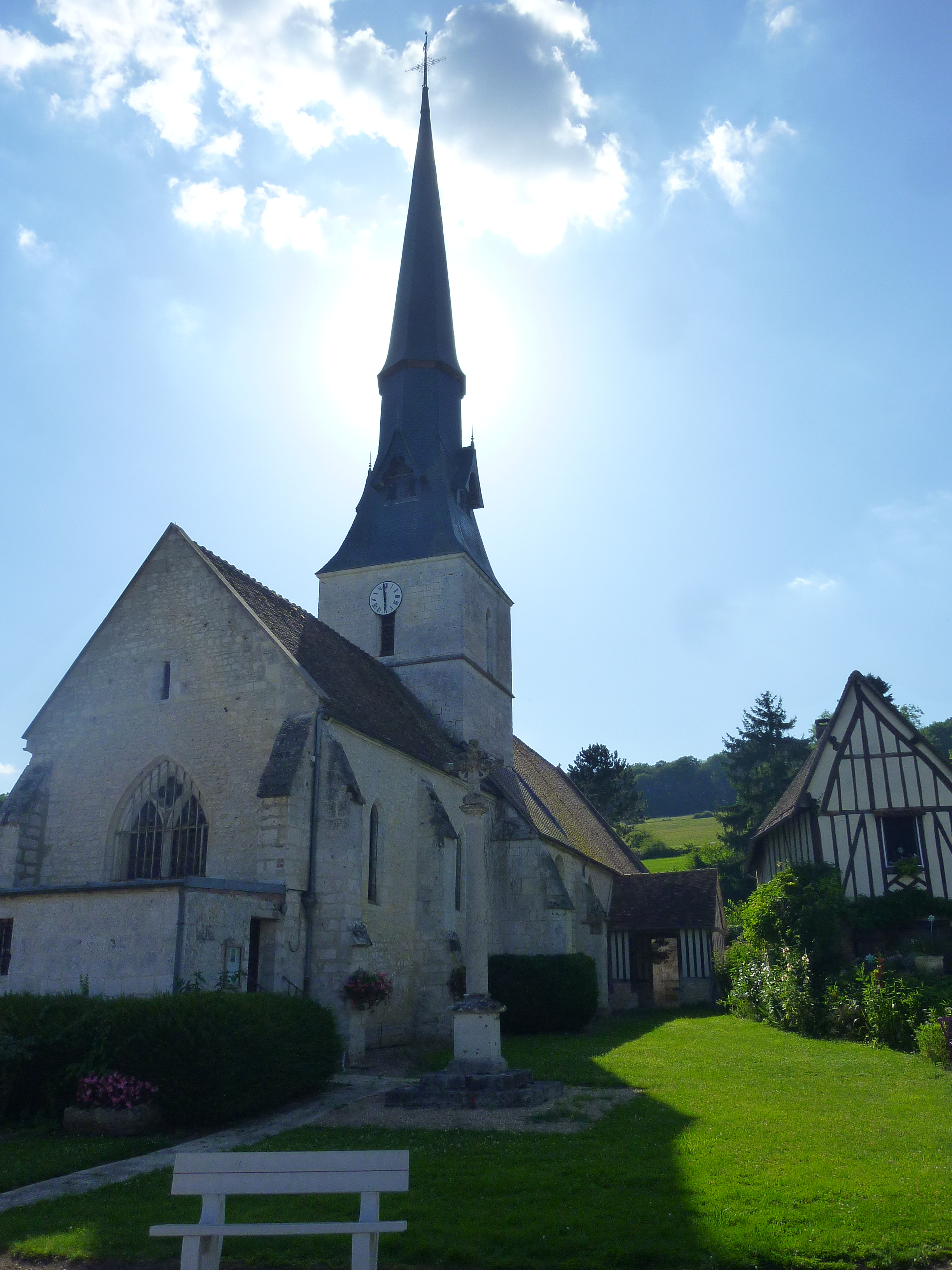
Église Saint Saturnin, vue de l'est.
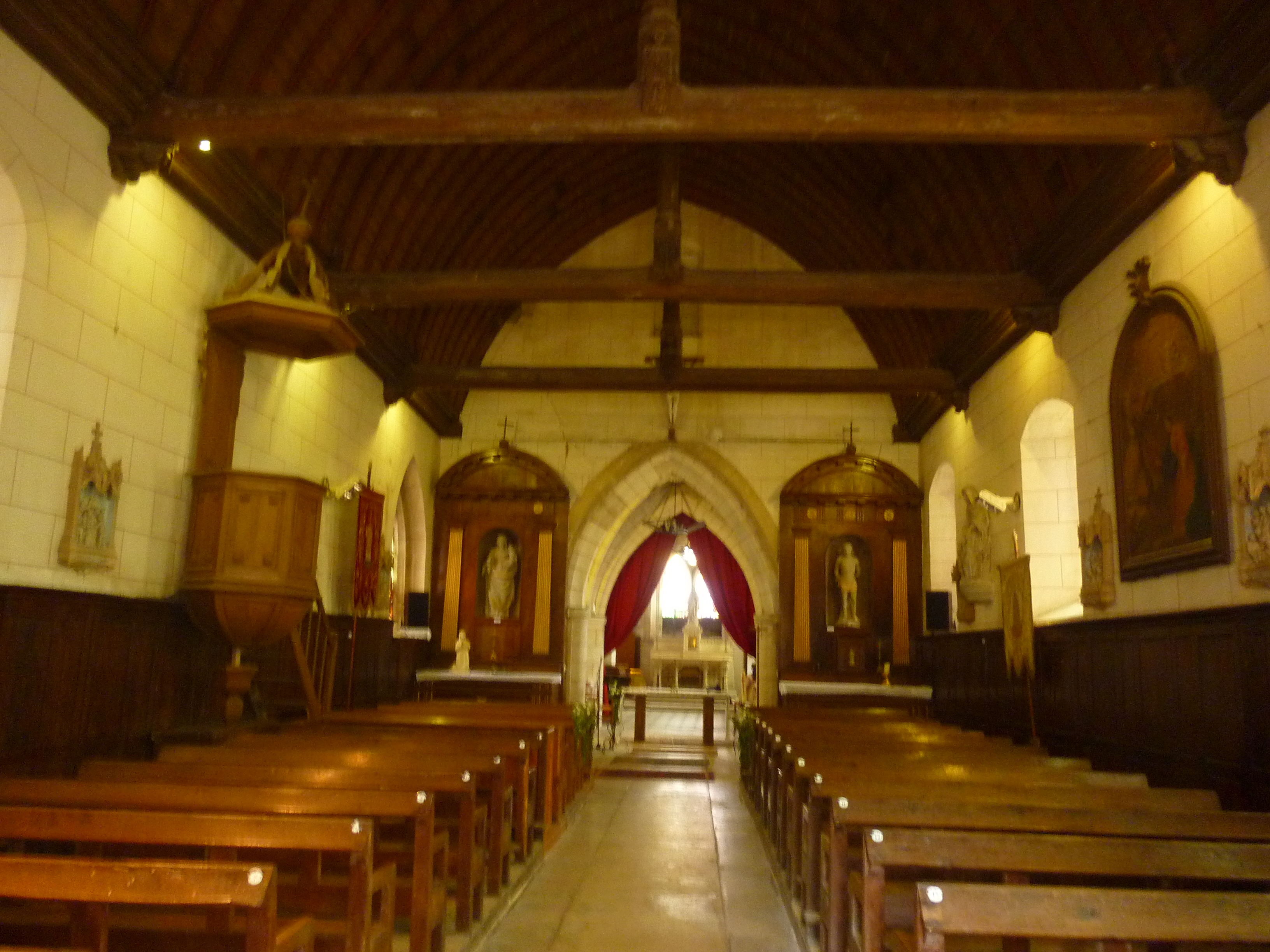
Nef vue de l'entrée.
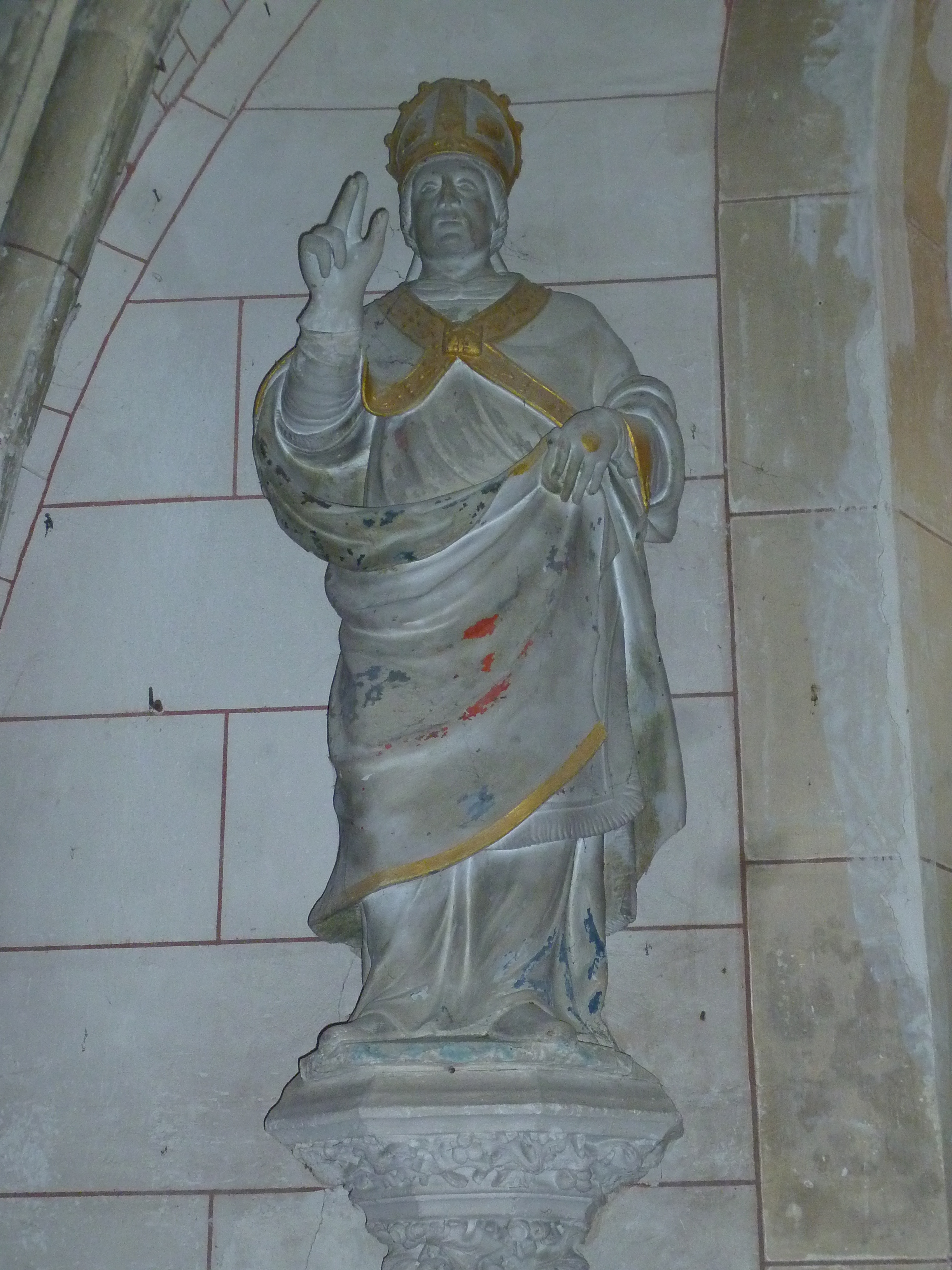
Statue de Saint Saturnin, patron de l'église.
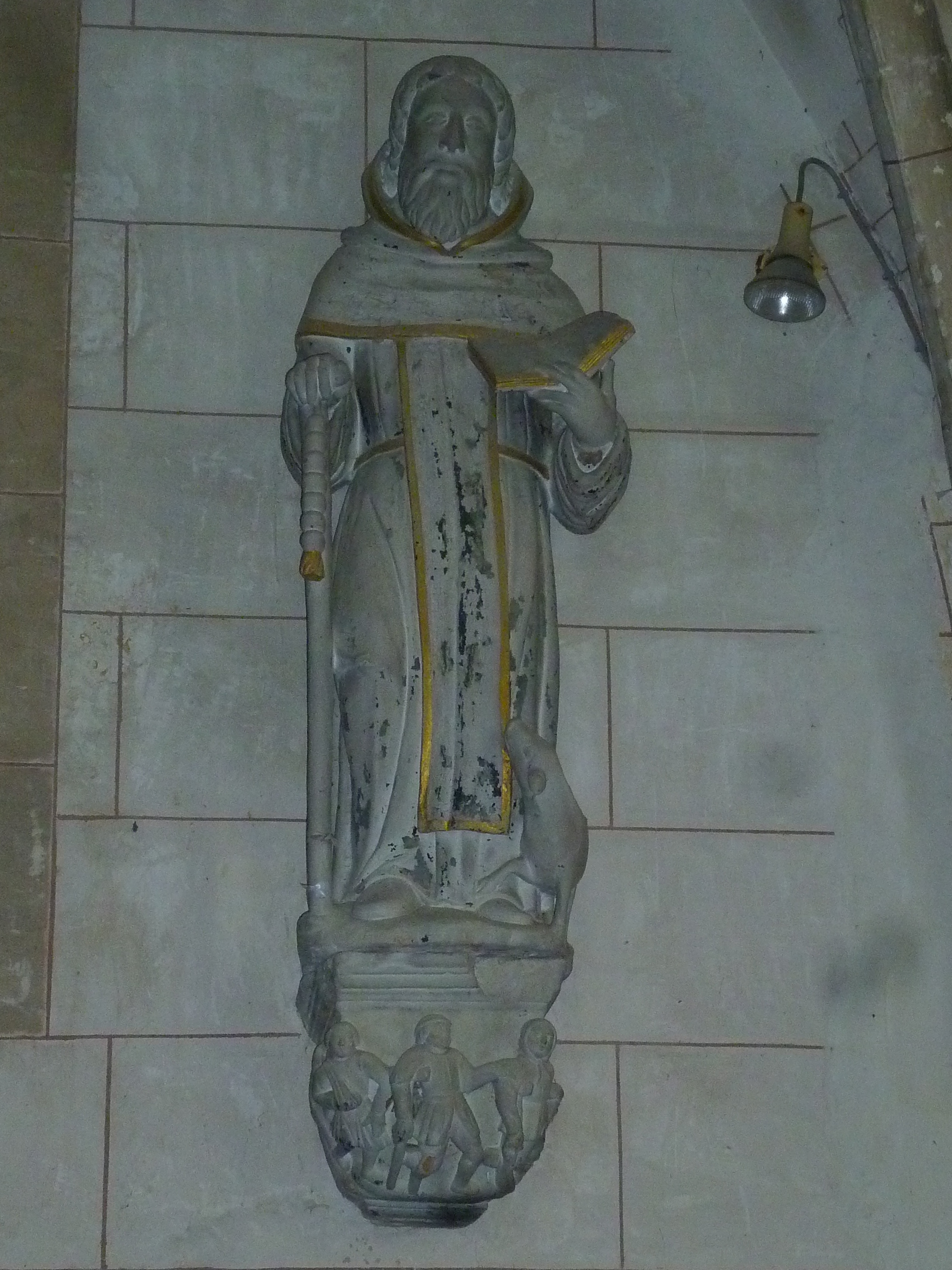
Statue de Saint Antoine.

- Château du Valtier[35], du XVIIIe siècle. Modifié à la fin du XIXe siècle[36].

### Héraldique
| Blason de Hondouville | Blason  | De sinople au pairle ondé renversé d'azur bordé d'argent, accompagné de trois roues de moulin d'or en pal sur chacun des flancs et d'une roue d'engrenage d'or en pointe ; au chef de gueules chargé de deux léopards d'or armés et lampassés d'azur l'un sur l'autre. |
| Blason de Hondouville | Détails | La symbolique derrière l'élaboration de ce blason est la suivante : - le champ de sinople pour le fait qu'Hondouville soit un fond de vallée verdoyant aux coteaux boisés, - le pairle inversé symbolise l'Iton et la rivière de la Fontaine, son principal affluent, - les roues de moulin rappellent le fait qu'il y eut sur l'Iton sept moulins. Six sont aujourd'hui désaffectés mais le dernier a pris une importance industrielle, d'où la roue d'engrenage. - le chef aux deux léopards d'or sur champ de gueules rappelle les armes de la Normandie. Création d'Alain Sutter, adopté en conseil municipal le 3 novembre 2020 |

## Économie
L'usine de la firme Georgia Pacific (650 salariés) est spécialisée dans la fabrication d'ouate, coton, papiers à usage sanitaire et domestique. Elle intègre  également les activités « coton » du site de Brionne en 2008.

## Sports
- Club de football créé en 1936.

## Jumelage
Nikyup (Bulgarie) depuis mai 2019,.

## Dans la culture populaire
Dans le film d'Édouard Molinaro, Quand passent les faisans (1965), une gare désaffectée portant le nom d'Hondouville apparaît à l'écran (à 36:41).